# 森德勒拉德
森德勒拉德，是匈牙利包尔绍德-奥包乌伊-曾普伦州所辖的一个村。总面积17.70平方公里，总人口1948，人口密度110.1人/平方公里（2011年1月1日）。